# Национал-социалистическая русская рабочая партия (Казань)
«Национал-социалистическая русская рабочая партия» (НСРРП) — ультранационалистическая общественно-политическая организация, действовавшая в городе Казани в 1994—1997 гг.

## Возникновение, учредительная конференция
Датой рождения своей организации сами члены НСРРП считали август 1993 г., когда было создано её «ядро» − организация («орден») «Опричный двор». Затем руководитель последней − бывший пастор баптистской церкви Михаил Юрьевич Глухов (род. в 1960 г.), − принимал участие в двух избирательных кампаниях в Государственную Думу, готовя базу для создания более многочисленной политической организации.

Имя этого человека практически ничего не говорит сегодня жителям Татарстана, но 11 тысяч казанцев отдали ему свои голоса на выборах в Госдуму 12 декабря минувшего года, всего через пять месяцев после того, как Михаил Глухов объявил о создании в Казани партии «Опричный двор», зачатки идеологии которой просматриваются уже через название.
В Приволжском избирательном округе, по которому баллотировался Глухов, он оставил позади известного предпринимателя, выдвиженцев ДПР и блока «Будущее России − новые имена».— Карапетян А. Михаил Глухов: «Власть сама упадёт в руки таким, как я»// Известия Татарстана. − 1994. − №№ 15 (26 января).
Учредительная конференция НСРРП, на которой присутствовало более двадцати участников (главным образом, лица молодого возраста), прошла в городе Казани 23 июня 1994 г.
Главным инициатором создания НСРРП являлся М. Ю. Глухов, контролировавший одновременно деятельность Казанского отделения движения «Русское Национальное Единство».
Помимо М. Ю. Глухова, на учредительной конференции, выступили А. Фоменко, И. Захаров, В. Траянов и другие.
Сам М. Ю. Глухов был провозглашён лидером НСРРП, его заместителем и командиром «охранного отряда» назначен А. Фоменко.

## Идеология, состав организации
Согласно информации, изложенной в одной из публикаций казанского журналиста В. В. Курносова, М. Ю. Глухов в своей речи заявил, что НСРРП готова проливать кровь в борьбе с местными правящими кланами, которые «хотят продаться туркам и американцам», а «в качестве подстилки использовать нас — русских и татар», особо подчеркнув при этом, что «каждый третий член организации — татарин».
Одновременно он отметил, что «религией» партии является национал-социализм, и поэтому НСРРП не намерена поддерживать какую-либо из существующих конфессий, а также пообещал, что: «Мы прихлопнем Русский Национальный Собор и отделение ЛДПР, а потом — „комми“, чтобы не путались под ногами!»
По мнению М. Ю. Глухова, Казань должна была стать «столицей национал-социализма в России». При этом в качестве лозунга партии использовался призыв «Националисты всех стран, объединяйтесь!»
Цели партии формулировались следующим образом:
«1. Русский должен быть хозяином на своей земле.
2. Человеку труда — достойную жизнь».
Задачами НСРРП провозглашались:
«1. Духовное и биологическое оздоровление „русской нации“, чистота русской культуры и языка, укрепление семьи, установление морально-нравственной цензуры.
2. Создание мощного Русского государства, построенного на принципах диктатуры и социальной справедливости.
3. Существующие границы не являются незыблемыми.
4. Беспощадная борьба с преступностью.
5. Государственная собственность на средства производства.
6. Государство обеспечивает весь комплекс социальных гарантий.
7. Подготовка русской молодёжи к управлению национальным государством.
8. Создание новой общности русских людей».

15 июля центр Казани был оклеен листовками Национал-социалистической русской рабочей партии (НСРРП). Партия основана бывшим проповедником и кандидатом в депутаты Государственной думы России Михаилом Глуховым. «Не верь, когда говорят, что от тебя ничего не зависит. Завтра в твоей зависимости будет Казань, послезавтра − Россия, а потом − весь мир», − повествует листовка, в которой кратко излагается программа НСРРП. Национал-социалисты из Татарстана намерены установить «диктатуру совести». Лидер партии М. Глухов начал предвыборную кампанию за место депутата в Верховном совете Татарстана. Выборы состоятся весной 1995 года.— Предвыборная программа нацистов// Эра России. — 1994. — № 4 (Сентябрь). — С. 2.

## Оценки деятельности
О создании и политических заявлениях лидера НСРРП М. Ю. Глухова в середине 1990-х гг. неоднократно писала казанская пресса, что обеспечило партии заметную скандальную известность.
Об учредительной конференции НСРРП упоминалось, в частности, в докладе Комиссии по правам человека при Президенте Российской Федерации «О соблюдении прав человека и гражданина в Российской Федерации в 1994—1995 годах», где отмечалось, что идеология партии «во многом смыкается с идеологией других экстремистских организаций».
Анализируя деятельность НСРРП, казанский историк И. Е. Алексеев отмечал:
При этом злободневные национальные проблемы и потребности русского народа рассматривались в её идеологии лишь через призму отвлечённой социально-политической риторики и «биологических» терминов. Так, например, в одном из первых документов НСРРП под лаконичным названием «Обращение» сначала сообщалось о том, что «в нашем общем доме завелись крысы», а затем давалась их подробная характеристика. Из последней следовало, что «у крыс нет национальной гордости: для них – за счастье лечь под турок или американцев», что самое их любимое занятие – «повышать цены в магазинах», что «крысы не любят национал-социалистов – ведь они помешают одурманить молодёжь наркотиками или сделать из юношей педерастов», что «крысы видят в твоей любимой девушке, в твоей дочери – лишь проститутку» и т.д. «Поэтому, – делался вывод, – предсмертный писк раздавленной крысы – самый приятный звук для национал-социалистов».

## Прекращение деятельности
Как с политико-прагматической, так и с организационной точек зрения, НСРРП, подобно всем созданным М. Ю. Глуховым организациям, носила эпатажный, «лидерский» характер и не имела серьёзной социальной опоры, по причине чего её деятельность прекратилась вскоре после отъезда М. Ю. Глухова (ставшего в 1997 г. советником президента Республики Марий Эл В. А. Кислицына) в Йошкар-Олу.
После прекращения деятельности НСРРП часть её членов подались в «либеральные демократы».
Кандидат исторических наук С. А. Сергеев писал по этому поводу в 1998 г.:
Часть молодых людей, состоявших в НСРРП, вступили в Казанское отделение Либерально-демократического союза молодёжи. Их можно было видеть на митингах в Казани, в которых принимала участие ЛДПР. Их внешний вид напоминал скинхэдов: бритые головы, тяжёлые ботинки, чёрные куртки. По их словах, однако, они не скинхэды: «Скинхэды, например, бьют иностранцев − мы же их не трогаем, хотя вред они приносят».